# Pelitti

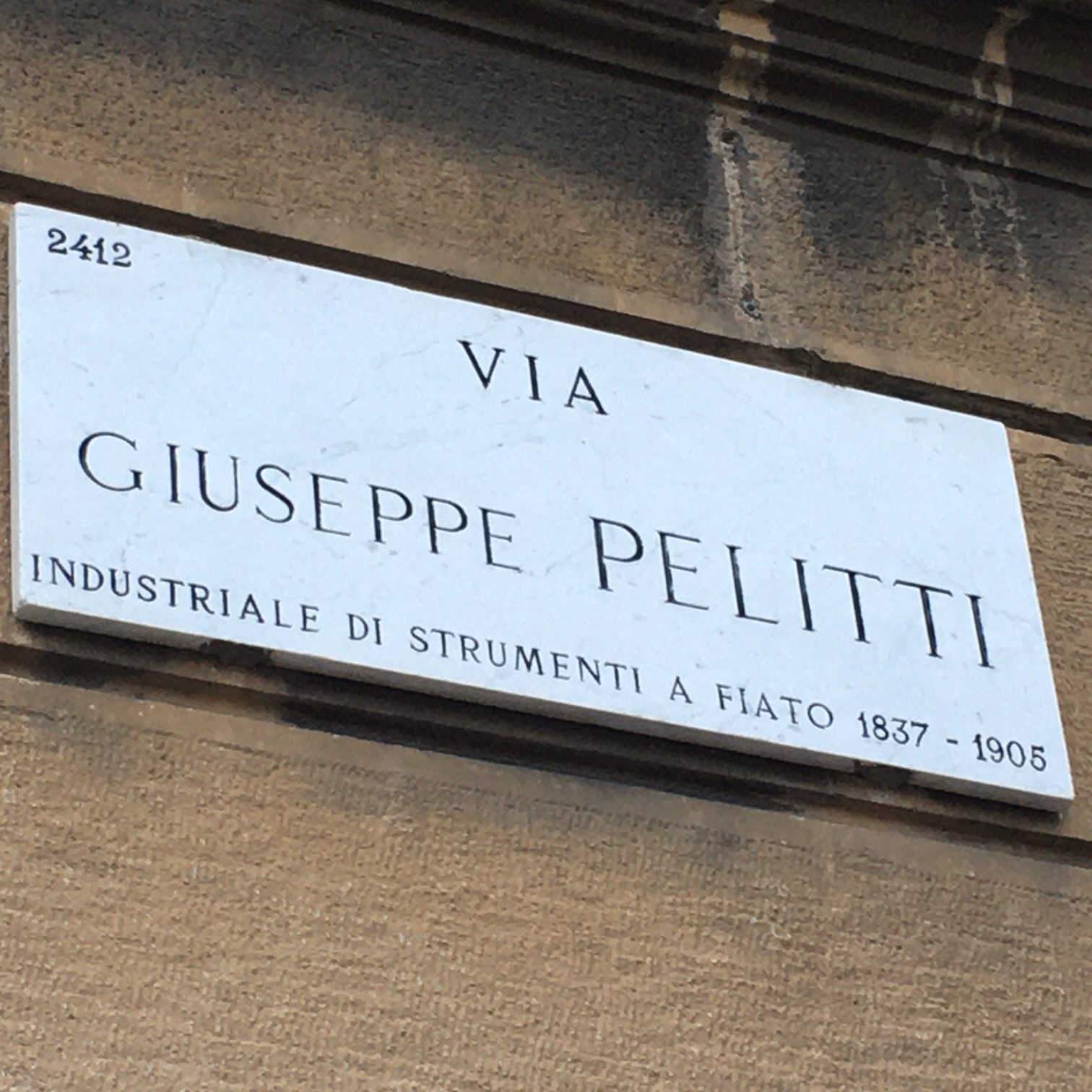
Targa della via intitolata a Giuseppe Clemente Pelitti nel quartiere milanese di Precotto, vicino al luogo in cui sorgeva la fabbrica di strumenti musicali

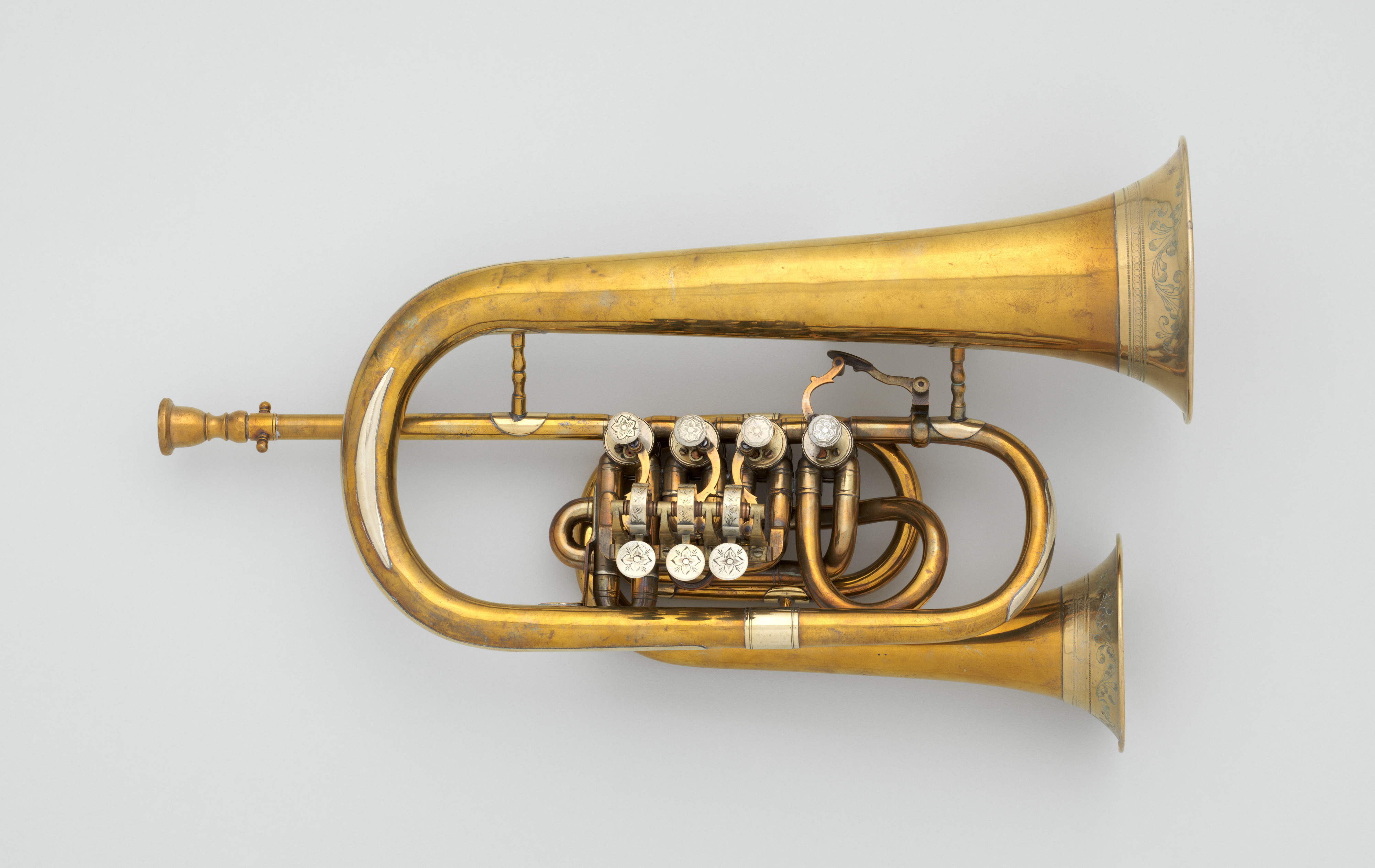
Strumento duplex prodotto dalla fabbrica Pelitti: flicorno soprano con cornetta in Do (1890 circa)

I Pelitti sono stati una famiglia di costruttori di strumenti musicali a fiato attiva in Lombardia dalla metà del XVIII secolo fino al primo decennio del XX secolo.

## Storia
A metà del XVIII secolo Luigi Pelitti fonda a Varese l'impresa di famiglia, che inizialmente realizza organi e clavicembali e successivamente si afferma nella produzione di ottoni. Gli succedono nel lavoro i figli Giovanni e Paolo. Il successo arriva con il trasferimento dell'azienda a Milano all'inizio del secolo successivo, ad opera di uno dei nove figli di Giovanni, Paolo (1802-1844), il quale intorno al 1830 si sposta a Genova per avviare una nuova impresa. A Milano gli succede il fratello Giuseppe, e poi il figlio di questi, Giuseppe Clemente.

### Giuseppe Pelitti (1811-1865)
Fu inventore di numerosi strumenti a fiato tra cui il bombardino (1835), un corno tenore a lungo usato nelle bande italiane, il pellittifero (1844), il pellittone (un basso dal suono molto potente) e il pelittone generale (1846), nonché di strumenti abbinati in un corpo unico (duplex).

### Giuseppe Clemente Pelitti (1837-1905)

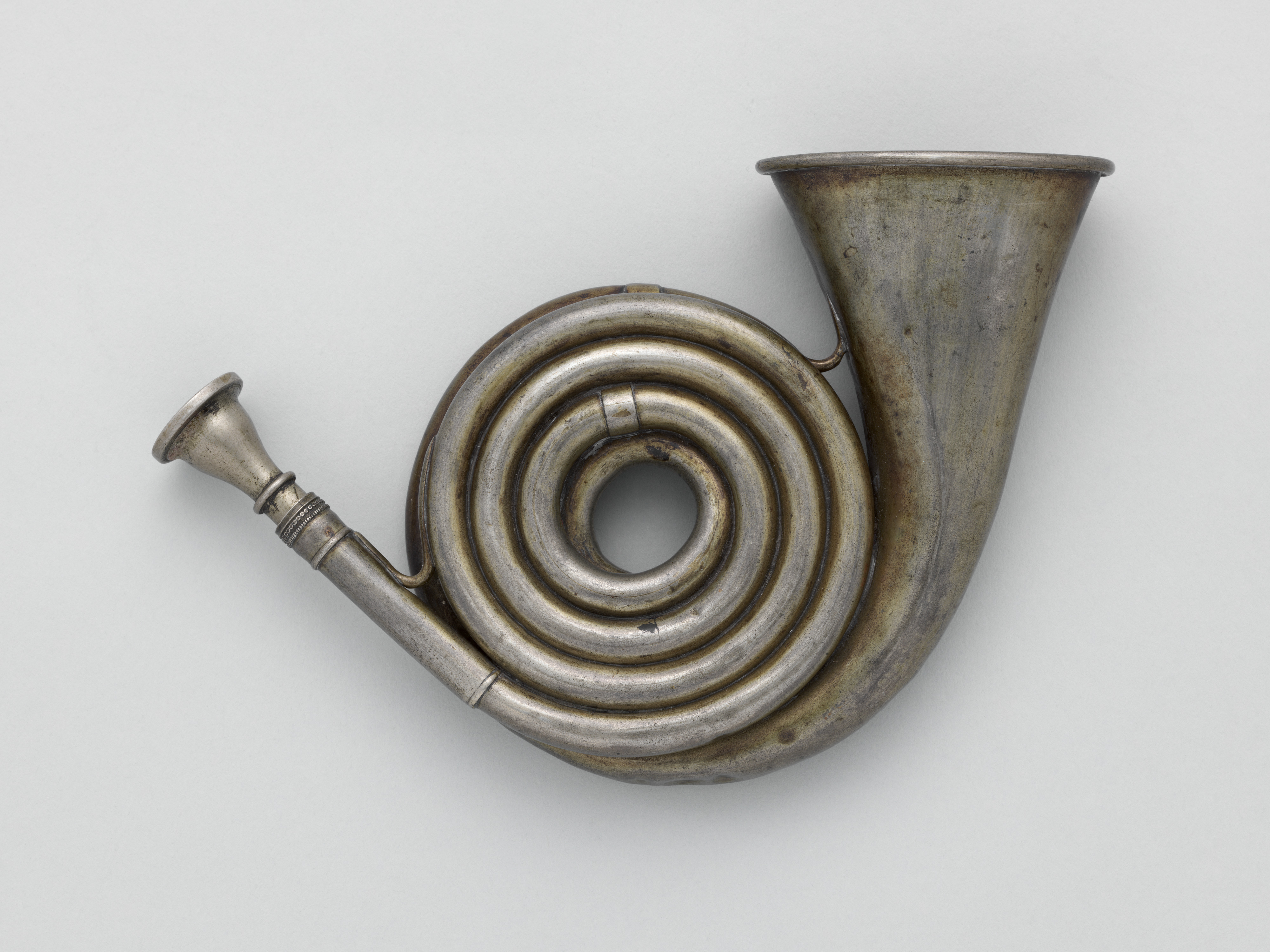
Strumento prodotto dalla fabbrica Pelitti: corno postale tascabile in Sol (1880 circa)

Figlio del precedente, fonda a Milano una propria azienda, che unisce con quella del padre dopo la sua morte. Giuseppe Clemente perfeziona il pellittone e produce il fagottone, controfagotto a dodici chiavi, ricevendo riconoscimenti internazionali. Inventa anche una tromba da bersagliere a un solo pistone (1870). L'azienda trova sede definitiva nel comune di Precotto e dopo la sua morte passa in gestione alla moglie Antonietta Corso, prima di cessare definitivamente l'attività nel 1915.

## Albero genealogico
|                   |                               |                               |                      |                      |                    |                    |             |             |                   |                   |                        |                |                |                   |                   |                |               |              |              |
|                   |                               |                               |                      |                      |                    |                    |             |             |                   |                   | Luigi Pelitti *1736 †? |                |                |                   |                   |                |               |              |              |
|                   |                               |                               |                      |                      |                    |                    |             |             |                   |                   |                        |                |                |                   |                   |                |               |              |              |
|                   |                               |                               |                      |                      |                    |                    |             |             |                   |                   |                        |                |                |                   |                   |                |               |              |              |
|                   |                               |                               |                      |                      |                    |                    |             |             |                   | Giovanni *1775 †? | Giovanni *1775 †?      | Paolo *1765 †? | Paolo *1765 †? |                   |                   |                |               |              |              |
|                   |                               |                               |                      |                      |                    |                    |             |             |                   |                   |                        |                |                |                   |                   |                |               |              |              |
|                   |                               |                               |                      |                      |                    |                    |             |             |                   |                   |                        |                |                |                   |                   |                |               |              |              |
|                   |                               |                               | Giuseppe *1811 †1865 | Giuseppe *1811 †1865 |                    |                    |             |             | Carlo *1818 †1864 | Carlo *1818 †1864 |                        |                |                | Paolo *1802 †1844 | Paolo *1802 †1844 | Eugenio *? †?  | Eugenio *? †? | Teresa *? †? | Teresa *? †? |
|                   |                               |                               |                      |                      |                    |                    |             |             |                   |                   |                        |                |                |                   |                   |                |               |              |              |
|                   |                               |                               |                      |                      |                    |                    |             |             |                   |                   |                        |                |                |                   |                   |                |               |              |              |
|                   | Giuseppe Clemente *1837 †1905 | Giuseppe Clemente *1837 †1905 | Teresa *? †?         | Teresa *? †?         | Luigia *1848 †1854 | Luigia *1848 †1854 | Luigi *? †? | Luigi *? †? | Edoardo *? †?     | Edoardo *? †?     | Rosa *? †?             | Rosa *? †?     | Giulia *? †?   | Giulia *? †?      | Adelaide *? †?    | Adelaide *? †? |               |              |              |
|                   |                               |                               |                      |                      |                    |                    |             |             |                   |                   |                        |                |                |                   |                   |                |               |              |              |
|                   |                               |                               |                      |                      |                    |                    |             |             |                   |                   |                        |                |                |                   |                   |                |               |              |              |
| Paolo *1860 †1898 | Paolo *1860 †1898             | Eugenio *1861 †1887           | Eugenio *1861 †1887  |                      |                    |                    |             |             |                   |                   |                        |                |                |                   |                   |                |               |              |              |